# Narodni park Beloveška pušča
Narodni park Beloveška pušča (belorusko Національный парк Белавежская пуща, poljsko Park Narodowy Puszcza Białowieska) je narodni park v delih Brestovske oblasti (okrožje Kamjanjec in okrožje Prušani) in Grodna oblasti (okrožje Svislač) v Belorusiji ob poljski meji. Od leta 1992 je ohranjeni del Unescove svetovne dediščine Białowieża Forest – Beloveški pragozd , zadnji pragozdni fragment evropskih gozdov, ki se je nekoč raztezal po Evropski nižini. V njem živi velika populacija evropskih zobrov, najtežjih kopenskih živali na celini. Meja med državama poteka skozi gozd z narodnim parkom Białowieża na poljski strani meje. Od maja 2015 v gozdu velja režim brez vizumov za pohodnike in kolesarje na mejnem prehodu Pierarova-Białowieża.

## Geografija
Biosferni rezervat Beloveška pušča zavzema površino 2162 km2 (2015), razdeljen na prehodna, varovalna in jedrna območja. Narodni park zavzema 1500,69 km2 (2015), od tega 620 kvadratnih kilometrov na poljski strani. Zajema skupno površino približno 1420 kvadratnih kilometrov pragozda. Območje, priznano kot Unescova svetovna dediščina, obsega 876 kvadratnih kilometrov na obeh straneh meje. Beloruski del je v celoti zaščiten kot narodni park (Nazyjanalny park Belaweschskaja puschtscha), na poljski strani pa le 15 odstotkov gozda (Białowieski Park Narodowy).
Nahaja se 70 km severno od Bresta. Naravni rezervati in narodni park pokrivata 2,7 % ozemlja Brestovske oblasti in 2,6 % Grodne oblasti.
Relief parka je nežno hribovit. Najvišja točka je 242,5 m, najnižja 143,6 m. Na severovzhodu je razvodje med povodjema Baltskega in Črnega morja. Večina rek v parku pripada povodju Baltskega morja. Največje reke so Lesnaya Pravaya, Narev, Narevka. V južnem delu parka obstajajo umetni zbiraliniki: rezervoarja Lyadskoye in Khmelevskoye sta največja. Na razvodju je eno največjih nižinskih barij mezotrofnega tipa v Evropi - Dikoe.
Park spada v južno agro-podnebno območje Belorusije, za katero so značilne blage zime in nestabilna vlaga. Povprečna letna temperatura je od 5,1 do 8,6 °C, najvišja do 36,4 °C, najnižja do minus 40,1 °C. Povprečna letna količina padavin je 659 mm, od tega dve tretjini - od aprila do oktobra. Park ima visoko pestrost tal: 8 vrst tal, 270 sort tal. Prevladujejo sodinsko-podzolska peščena tla.
Razmere v parku ustvarjajo ugodne pogoje za vegetacijo, katere je več kot 900 vrst. Pušča je dodeljena v posebnem okrožju Belovezhsky okrožja Neman-Predpolessky v podzoni gabrovo-hrastovo-temnih iglavcev. Prevladujoče drevesne vrste so rdeči bor (več kot polovica vseh v gozdu), navadna smreka (Pícea ábies), dob, navadna breza, puhasta breza, gaber (Cárpinus), črna jelša, veliki jesen, trepetlika; grmičevje – vrba, brogovita, navadna krhlika, navadna leska (Córylus avellána), navadni volčin (Dáphne mezéreum), navadni brin; podrast – borovnica, brusnica, jesenska vresa (Callúna vulgáris), barska kopišnica (Vaccínium uliginósum), močvirski rožmarin (Lédum palústre). V Rdeči knjigi Belorusije je uvrščenih približno sto vrst rastlin in gliv. Obstaja tudi nekaj najvišjih listavcev v Evropi: to so hrasti do 50 metrov visoki in jeseni do 40 metrov. Narava je zaradi minimalnega človekovega posredovanja zelo raznolika: gnitje debla in ostanki, ki niso odstranjeni, ustvarjajo posebne življenjske pogoje, ki jih ni v običajnih gozdovih. Izvor gozda sega v leto 8000 pred našim štetjem.
Narodni park je življenjski prostor več kot 12.000 živalskih vrst, pri čemer ima samo 9.000 vrst žuželk. Številne živalske in rastlinske vrste so endemične in jih najdemo le v naravnem rezervatu Białowieża. Število vrst vretenčarjev presega 300, nevretenčarjev - 11 000. Obstajajo evropski bober, navadna veverica, volk, navadna lisica, ris, jazbec, kuna zlatica, ježi, krti, zober, divja svinja, navadni jelen, srna, los, poljski zajec, belouška, plavček. Med pticami največ vrst najdemo med vrabci, plojkokljuni in Charadriidae. Najpogostejše vrste rib so evropska ščuka, rdečeoka (Rutilus), linj, okun, gobio (Gobio gobio), navadni ostriž (Perca fluviatilis). 112 vrst vretenčarjev in 38 vrst žuželk je vključenih v belorusko rdečo knjigo. Tu živi najštevilčnejša populacija zobrov na svetu.

## Zgodovina

### Do prve svetovne vojne
Pred prvo svetovno vojno je bilo gozdno območje eno najpomembnejših lovišč ruskih carjev. Med vojno so to območje avgusta 1915 zajele nemške čete in ustanovile vojaško gozdarsko upravo; Georg Escherich je postal njen direktor. Pragozd je postal največji proizvodni obrat na okupiranih ozemljih, ki je zaradi vojne pokrival potrebe vojske po lesu. V treh letih vojaške uprave je bilo izvedeno prekomerno izkoriščanje, zgrajene žage in podrta šestina dreves, vključno s številnimi velikani pragozda. Poleg tega je bilo območje uporabljeno kot izključno lovišče za častnike, visoke osebnosti in znane osebnosti, populacija divjadi pa je bila močno zdesetkana. Tudi visoki dostojanstveniki, kot je bil cesar Viljem II., so smeli streljati zobre. Ko so se nemške okupacijske sile konec leta 1918 umaknile, so poljski lovci aprila 1919 ulovili zadnjega od 700 zobrov.

### Po prvi svetovni vojni
Od leta 1918 je bila Białowieża izključno na poljskem ozemlju. Leta 1929 se je začela obnavljati populacija zobrov. Živali so kupovali v živalskih vrtovih v Nemčiji in na Švedskem ter v gozdovih Pszczyna. Do leta 1939 je bilo vzrejenih 16 zobrov; preživeli so drugo svetovno vojno.
Večina Beloveškega gozda je bila 11. avgusta 1932 v obdobju Druge poljske republike razglašena za narodni park.

### Po drugi svetovni vojni
Po drugi svetovni vojni je bil gozd razdeljen v skladu s poljsko-sovjetskim sporazumom o meji iz avgusta 1945 med Ljudsko republiko Poljsko in Belorusko SSR (Sovjetske zveze). Poljska je leta 1947 ponovno odprla narodni park Białowieża.
Leta 1957 je beloruski del dobil nov status - »Državni lovski kmetijski rezervat« (rusko: Государственное заповедно-охотничье хозяйство), namenjen rekreaciji najvišjih voditeljev sovjetske države in njihovih gostov iz prijateljskih držav. Tam so se 8. decembra 1991 srečali predsedniki Ruske zvezne sovjetske socialistične republike, Ukrajinske sovjetske socialistične republike in Beloruske sovjetske socialistične republike, to so Boris Jelcin, Leonid Kravčuk in Stanislau Šuškevič. Za uradni razpad Sovjetske zveze so podpisali tako imenovani Beloveški sporazum (tudi Minski sporazum), s čimer je bila hkrati ustanovljena skupnost slovanskih držav. To se je zgodilo 21. decembra 1991 v Skupnosti neodvisnih držav.
Leta 1991 je gozd dobil sedanji status državnega narodnega parka.
Upravno, gospodarsko in znanstveno središče narodnega parka je kmečko mesto Kamenyuki, okrožje Kamjanec. Zgrajen je bil Eko izobraževalni center, v katerem je Muzej narave. Letno park obišče približno 300.000 ljudi.

## Spor zaradi sečnje
Maja 2016 je poljsko ministrstvo za okolje pod vodstvom Jana Szyszka (PiS) objavilo načrte za sečnjo 188.000 m³ lesa med letoma 2012 in 2021 v gozdnem okolišu Białowieża. Prej je bila za isto obdobje predvidena prostornina 63.471 m³. Odločitev je sprožila proteste poljskih in mednarodnih združenj za zaščito okolja. Svojo zaskrbljenost so izrazili tudi predstavniki EU. Ministrstvo gozdne ukrepe utemeljuje s širjenjem tiskanja knjig. Vendar je bilo to z vidika okoljskih združenj vedno del lokalnega ekosistema. Hkrati je Szyszko izjavil, da na tem območju primanjkuje drv, »medtem ko je treba umazan premog uvažati iz Belorusije«.
Komisija EU je avgusta 2016 odredila preiskavo načrtov za uporabo lesa. Komisija EU je 27. aprila 2017 Poljski poslala uradno opozorilno pismo. Komisija EU je 13. julija 2017 sporočila, da proti Poljski toži zaradi sečnje na Sodišču Evropske unije in vloge za začasno odredbo o prenehanju sečnje. Odločitev Evropskega sodišča je »prišla izredno hitro kar je bila redkost«, je zapisal Der Spiegel. 20. julija 2017 je Sodišče Evropskih skupnosti odredilo takojšnje zaustavitev krčenja gozdov v Beloveškem pragozdu. Po navedbah medijev so se sodniki bali, da bo na pravnomočni razsodbi na območju Unescove svetovne dediščine storjena nepopravljiva škoda.
Sodniki Sodišča so svojo sodbo potrdili novembra 2017: Poljska mora nemudoma ustaviti aktivno gospodarjenje z Beloveškim pragozdom. Zagrožena je bila pogodbena kazen za Republiko Poljsko v višini 100.000 evrov na dan, na kateri se stavka nadaljuje. SES je prvič zagrozilo, da bo po nujnem postopku izreklo globo. Aprila 2018 je SES potrdilo stališče Evropske komisije, da je sečnja nezakonita. Poljski okoljski minister Henryk Kowalczyk, ki je bil na položaju od januarja, je izjavil, da bo Poljska spoštovala sodbo SES. Do zdaj poljska vlada še ni umaknila odlokov, ki bi morali omogočiti krčenje gozdov (februarja 2021).